# Lewis Duberry
Lewis Duberry (28 giugno 1988) è un calciatore montserratiano, centrocampista del Kings Langley e della nazionale montserratiana.

## Carriera

### Club
Ha giocato nelle giovanili dello Shrewsbury Town, venendo anche aggregato alla prima squadra nella terza divisione inglese; in seguito ha giocato nelle serie minori inglesi.

### Nazionale
Nel 2020 ha segnato 2 gol in 4 partite con la nazionale Under-20 di Montserrat.
Ha esordito in nazionale con Montserrat nel 2022 giocando 3 partite nella CONCACAF Nations League.